# Landtagswahlkreis Halle I
Der Landtagswahlkreis Halle I (Wahlkreis 35) ist ein Landtagswahlkreis in Sachsen-Anhalt. Er umfasste zur Landtagswahl in Sachsen-Anhalt 2021 von der kreisfreien Stadt Halle (Saale) die Stadtteile und Stadtviertel Dölau, Dölauer Heide, Gewerbegebiet Neustadt, Heide-Nord/Blumenau, Nietleben, Nördliche Neustadt, Ortslage Lettin, Südliche Neustadt und Westliche Neustadt.
Der Wahlkreis wird in der achten Legislaturperiode des Landtages von Sachsen-Anhalt von Christian Albrecht vertreten, der das Direktmandat bei der Landtagswahl am 6. Juni 2021 mit 31,4 % der Erststimmen erstmals gewann. Davor wurde der Wahlkreis von 2016 bis 2021 von Alexander Raue vertreten.

## Wahl 2021
Im Vergleich zur Landtagswahl 2016 wurde der Zuschnitt des Wahlkreises nicht verändert. Auch Name und Nummer des Wahlkreises wurden nicht geändert.
Es traten sieben Direktkandidaten an. Von den Direktkandidaten der vorhergehenden Wahl traten Alexander Raue, Hendrik Lange und Melanie Ranft erneut an. Christian Albrecht gewann mit 31,4 % der Erststimmen erstmals das Direktmandat. Hendrik Lange zog über Platz 10 der Landesliste der Partei Die Linke ebenfalls in den Landtag ein.
|                    |                      | Erst- stimmen | Erst- stimmen | Zweit- stimmen | Zweit- stimmen |
| Bewerber           | Partei               | Anzahl        | %             | Anzahl         | %              |
| ------------------ | -------------------- | ------------- | ------------- | -------------- | -------------- |
| Wahlberechtigte    | Wahlberechtigte      | 40.402        | 100,0         | 40.402         | 100,0          |
| Wähler             | Wähler               | 21.163        | 52,4          | 21.163         | 52,4           |
| Ungültige Stimmen  | Ungültige Stimmen    | 446           | 2,1           | 383            | 1,8            |
| Gültige Stimmen    | Gültige Stimmen      | 20.717        | 97,9          | 20.780         | 98,2           |
| davon              |                      |               |               |                |                |
| Christian Albrecht | CDU                  | 6.506         | 31,4          | 7.156          | 34,4           |
| Alexander Raue     | AfD                  | 5.015         | 24,2          | 4.644          | 22,3           |
| Hendrik Lange      | DIE LINKE            | 3.335         | 16,1          | 2.646          | 12,7           |
| Matthias Schmidt   | SPD                  | 1.972         | 9,5           | 1.693          | 8,1            |
| Melanie Ranft      | GRÜNE                | 1.313         | 6,3           | 1.284          | 6,2            |
| Katja Raab         | FDP                  | 1.429         | 6,9           | 1.317          | 6,3            |
| Johannes Menke     | FREIE WÄHLER         | 1.147         | 5,5           | 542            | 2,6            |
| –                  | NPD                  | –             | –             | 43             | 0,2            |
| –                  | Tierschutzpartei     | –             | –             | 321            | 1,5            |
| –                  | Tierschutzallianz    | –             | –             | 97             | 0,5            |
| –                  | LKR                  | –             | –             | 10             | 0,0            |
| –                  | Die PARTEI           | –             | –             | 200            | 1,0            |
| –                  | Gartenpartei         | –             | –             | 128            | 0,6            |
| –                  | FBM                  | –             | –             | 13             | 0,1            |
| –                  | TIERSCHUTZ hier!     | –             | –             | 130            | 0,6            |
| –                  | dieBasis             | –             | –             | 248            | 1,2            |
| –                  | Klimaliste ST        | –             | –             | 17             | 0,1            |
| –                  | ÖDP                  | –             | –             | 27             | 0,1            |
| –                  | Die Humanisten       | –             | –             | 46             | 0,2            |
| –                  | Gesundheitsforschung | –             | –             | 83             | 0,4            |
| –                  | PIRATEN              | –             | –             | 97             | 0,5            |
| –                  | WiR2020              | –             | –             | 38             | 0,2            |

## Wahl 2016
Bei der Landtagswahl in Sachsen-Anhalt im Wahlkreis Halle I waren 44.955 Einwohner wahlberechtigt, von denen 52,4 % zur Wahl gingen. Das Direktmandat gewann Alexander Raue für die AfD.
| Bewerber                 | Partei            | Erststimmen in % | Zweitstimmen in % |
| ------------------------ | ----------------- | ---------------- | ----------------- |
| Andreas Schachtschneider | CDU               | 23               | 23,2              |
| Hendrik Lange            | LINKE             | 22,8             | 20,8              |
| Susanne Krohn            | SPD               | 12,5             | 10,3              |
| Kerstin Wagner           | FDP               | 6,1              | 5,5               |
| Melanie Ranft            | GRÜNE             | 4,6              | 5,0               |
| –                        | Freie Wähler      | –                | 1,3               |
| Alexander Raue           | AfD               | 31,1             | 26,3              |
| –                        | ALFA              | –                | 0,8               |
| –                        | NPD               | –                | 2,6               |
| –                        | Tierschutzallianz | –                | 1,2               |
| –                        | Tierschutzpartei  | –                | 1,7               |
| –                        | Die Rechte        | –                | 0,2               |
| –                        | FBM               | –                | 0,3               |
| –                        | Freie Wähler      | –                | 1,3               |
| –                        | MG                | –                | 0,2               |
| –                        | Die Partei        | –                | 0,7               |

## Wahl 2011
Bei der Landtagswahl in Sachsen-Anhalt 2011 waren 42.364 Einwohner wahlberechtigt; die Wahlbeteiligung lag bei 47,3 %. Uwe-Volkmar Köck gewann das Direktmandat für die Partei Die Linke.
| Bewerber                 | Partei           | Erststimmen in % | Zweitstimmen in % |
| ------------------------ | ---------------- | ---------------- | ----------------- |
| Andreas Schachtschneider | CDU              | 27,9             | 25,2              |
| Uwe-Volkmar Köck         | Die Linke        | 33,3             | 31,5              |
| Thomas Felke             | SPD              | 22,9             | 22,1              |
| Nancy Schmidt            | FDP              | 3,3              | 4,3               |
| Franziska Latta          | GRÜNE            | 5,5              | 6,4               |
| –                        | Freie Wähler     | –                | 1,2               |
| –                        | KPD              | –                | 0,3               |
| –                        | MLPD             | –                | 0,4               |
| Erik Schulze             | NPD              | 4,6              | 4,6               |
| –                        | ödp              | –                | 0,1               |
| –                        | Tierschutzpartei | –                | 1,5               |
| Michael Müller           | Piraten          | 2,4              | 1,9               |
| –                        | SPV              | –                | 0,5               |

## Wahl 2006
Bei der Landtagswahl in Sachsen-Anhalt 2006 traten folgende Kandidaten an:
| Name                              | Partei          | Anteil der Erststimmen |
| --------------------------------- | --------------- | ---------------------- |
| Milad El-Khalil                   | CDU             | 24,9 %                 |
| Uwe-Volkmar Köck                  | Die Linke       | 34,9 %                 |
| Thomas Felke                      | SPD             | 25,3 %                 |
| Anja Hunger                       | FDP             | 8,2 %                  |
| Oliver Paulsen                    | GRÜNE           | 3,7 %                  |
| Elvira Fricke                     | MLPD            | 1,5 %                  |
| Andreas Kaluza                    | Off D-STATT-DSU | 1,5 %                  |
| Wahlberechtigte: 45.936 Einwohner |                 |                        |
| Wahlbeteiligung: 39,8 %           |                 |                        |